# Торгово-промышленная палата Германии
Германская торгово-промышленная палата (сокращенно ДИХК, ранее Объединение торгово-промышленных палат Германии), объединяет 79 германских промышленных и торговых палат (IHKs) и является публично-правовой корпорацией.
Уставная задача DIHK — представлять совокупные интересы предпринимателей, входящих в промышленные и торговые палаты Федеративной Республики Германия, на национальном, европейском и международном уровнях, содействовать развитию предпринимательской инициативы, сбалансированно и равноправно учитывать экономические интересы отдельных регионов, отраслей торговли или компаний.
Германская промышленно-торговая палата координирует всемирную сеть германских внешнеторговых палат и представительств за рубежом как инструмента продвижения внешней торговли Федеративной Республики Германия.